# Elimination Chamber (2022)
Elimination Chamber (2022) (conhecida como No Escape na Alemanha) foi um evento de luta livre profissional e 12º Elimination Chamber produzido pela WWE. Foi realizado para lutadores das divisões Raw e SmackDown. O evento foi transmitido em pay-per-view em todo o mundo e estará disponível para transmissão pela Peacock nos Estados Unidos e pela WWE Network internacionalmente, o que a tornou a primeira Elimination Chamber a ser exibida na Peacock. Aconteceu em 19 de fevereiro de 2022 no Jeddah Super Dome em Jeddah, Arábia Saudita.
Foi o sétimo evento que a WWE realizou na Arábia Saudita sob uma parceria de 10 anos em apoio ao Saudi Vision 2030. Também foi o primeiro evento Elimination Chamber a ocorrer na Arábia Saudita, o primeiro a ocorrer fora do Estados Unidos, e a primeira sendo realizada em um sábado. Também foi o primeiro evento previamente estabelecido da WWE a acontecer no país.
Sete combates foram disputadas no evento, incluindo uma no pré-show. O evento contou com duas lutas Elimination Chamber, ambas pelo Raw. No evento principal, Brock Lesnar venceu a luta Elimination Chamber masculina para ganhar o Campeonato da WWE, enquanto na luta Elimination Chamber feminina, Bianca Belair venceu para ganhar uma luta pelo Campeonato Feminino do Raw na WrestleMania 38. Em outras lutas de destaque, Becky Lynch derrotou Lita para reter o Campeonato Feminino do Raw, e na luta de abertura, Roman Reigns derrotou Goldberg para reter o título Campeonato Universal.

## Produção
Elimination Chamber é um pay-per-view (PPV) e evento da WWE Network produzido pela WWE em 2010. Tem sido realizado todos os anos desde então, exceto em 2016, geralmente em fevereiro. O conceito do show é que uma ou duas lutas do evento principal são disputadas dentro da Elimination Chamber, seja com campeonatos ou oportunidades futuras em campeonatos em jogo. O evento de 2021 foi o 11º na cronologia da Elimination Chamber e contou com lutadores das marcas Raw e SmackDown. Depois que o evento de 2020 foi realizado em março, o evento de 2021 retornou a Elimination Chamber ao seu horário normal de fevereiro e foi realizado em 21 de fevereiro de 2021.
No início de 2018, a promoção de luta livre profissional americana WWE iniciou uma parceria multiplataforma estratégica de 10 anos com a General Sports Authority em apoio ao Saudi Vision 2030, o programa de reforma social e econômica da Arábia Saudita. Em 17 de janeiro de 2022, o sétimo evento desta parceria foi anunciado como Elimination Chamber, agendado para sábado, 19 de fevereiro de 2022, no Jeddah Super Dome, em Jeddah. Por sua vez, será o primeiro evento da Elimination Chamber a ser realizado na Arábia Saudita, o primeiro a ocorrer fora dos Estados Unidos e o primeiro a ser realizado em um sábado. Também será o primeiro evento previamente estabelecido da WWE a acontecer no país.
Em 2011 e desde 2013, o show foi promovido como "No Escape" na Alemanha, pois temia-se que o nome "Câmara de Eliminação" pudesse lembrar as pessoas das câmaras de gás usadas durante o Holocausto.

### Enredo
O evento incluirá lutas que resultam de histórias roteirizadas, onde os lutadores retratam heróis, vilões ou personagens menos distinguíveis em eventos roteirizados que criam tensão e culminam em uma luta ou série de lutas. Os resultados são predeterminados pelos escritores da WWE nas marcas Raw e SmackDown, enquanto as histórias são produzidas nos programas de televisão semanais da WWE, Monday Night Raw e Friday Night SmackDown.
No Royal Rumble, Bobby Lashley derrotou Brock Lesnar para ganhar o Campeonato da WWE devido a Paul Heyman trair Lesnar. No episódio seguinte do Raw, foi anunciado que Lashley defenderia o Campeonato da WWE em uma luta Elimination Chamber no Elimination Chamber. Lesnar então saiu e exigiu uma revanche contra Lashley naquela noite, já que Lashley não conquistou o título de forma justa; no entanto, a conselho de MVP, Lashley recusou. O oficial da WWE Adam Pearce então anunciou que Lesnar estaria competindo na luta Elimination Chamber. Mais tarde, Seth "Freakin" Rollins também anunciou que seria um dos participantes por ter vencido tecnicamente sua luta no Royal Rumble. As três vagas finais foram determinadas em partidas de qualificação naquela noite: Austin Theory, Riddle e AJ Styles se classificaram derrotando Kevin Owens, o Campeão de Duplas do Raw Otis e Rey Mysterio, respectivamente.
Roman Reigns estava originalmente programado para enfrentar Goldberg pelo Campeonato Universal na WrestleMania 36 em abril de 2020; no entanto, devido ao início da pandemia de COVID-19 pouco antes do evento, Reigns desistiu da partida devido ao seu estado imunocomprometido de batalhas anteriores contra a leucemia. Goldberg enfrentou outro desafiante naquele evento que o derrotou pelo título. Quase dois anos depois, no episódio de 4 de fevereiro de 2022 do SmackDown, com Reigns agora como campeão após conquistar o título no Payback em agosto de 2020, Goldberg apareceu e desafiou Reigns para uma luta pelo Campeonato Universal no Elimination Chamber, que foi oficializado.
No Day 1, Drew McIntyre derrotou Madcap Moss, que estava acompanhado por Happy Corbin. Mais tarde naquela noite, enquanto McIntyre foi entrevistado nos bastidores, Corbin e Moss atacaram McIntyre, ferindo seu pescoço, que foi relatado para exigir uma cirurgia. No Royal Rumble, McIntyre fez um retorno surpresa de sua lesão durante a luta Royal Rumble e eliminou Corbin e Moss, após o qual, McIntyre atacou Corbin e Moss ainda mais com os degraus de aço após sua eliminação. No SmackDown seguinte, McIntyre afirmou que continuaria a visar os dois devido a eles quase terminarem sua carreira. Uma revanche entre McIntyre e Moss foi marcada para Elimination Chamber.
No episódio de 7 de fevereiro do Raw, uma luta feminina na Elimination Chamber foi marcada para a Elimination Chamber com o vencedor ganhando uma luta pelo Campeonato Feminino do Raw na WrestleMania 38. Bianca Belair, Liv Morgan, Rhea Ripley, Doudrop e Nikki A.S.H. foram anunciados para o combate com uma vaga a ser preenchida. Na semana seguinte, Belair venceu uma gauntlet match para ganhar o direito de entrar na partida por último. Além disso, nesse episódio, após semanas de sessões de terapia após sua boneca Lilly ter sido destruída no Extreme Rules em setembro passado, Alexa Bliss completou sua sessão final e se nomeou como a sexta competidora da luta.

## Evento
| Papel:                  | Nome:               |
| ----------------------- | ------------------- |
| Comentaristas em inglês | Michael Cole        |
| Comentaristas em inglês | Corey Graves        |
| Comentaristas em inglês | Byron Saxton        |
| Comentaristas em árabe  | Faisal Al-Mughaisib |
| Comentaristas em árabe  | Jude Aldajani       |
| Anunciadores            | Mike Rome           |
| Árbitros                | Danilo Anfibio      |
| Árbitros                | Jessika Carr        |
| Árbitros                | Dan Engler          |
| Árbitros                | Eddie Orengo        |
| Árbitros                | Chad Patton         |
| Árbitros                | Darryl Sharma       |
| Entrevistador           | Kevin Patrick       |
| Painel do pré-show      | Jackie Redmond      |
| Painel do pré-show      | Matt Camp           |
| Painel do pré-show      | Peter Rosenberg     |

### Pré-show
Durante o pré-show do Elimination Chamber. Rey Mysterio (acompanhado de Dominik Mysterio) enfrentou The Miz. Durante a partida, Miz pegou uma cadeira, no entanto, Rey realizou um Crossbody em Miz. Quando Miz tentou usar a cadeira novamente, Dominik frustrou Miz, no entanto, Miz fingiu ser atacado por Dominik. Isso resultou no árbitro expulsando Dominik do ringue. No final, Rey fez um roll-up em Miz para vencer a partida. Após a luta, Rey e Dominik realizaram 619's duplos no Miz.

### Partidas preliminares
O pay-per-view real abriu com Roman Reigns (acompanhado por Paul Heyman) defendendo o Campeonato Universal contra Goldberg. Reigns fez uma rápida promo afirmando que o Reino da Arábia Saudita deve reconhecer Reigns antes que Goldberg faça sua entrada. No início da luta, Reigns jogou Goldberg para fora do ringue. Os dois lutaram no ringue, onde Goldberg jogou Reigns na barricada. De volta ao ringue, Goldberg executou uma Spear em Reigns. Como Goldberg tentou um Jackhammer, Reigns contra-atacou em um Uranage. Reigns realizou um Superman Punch em Goldberg. Reigns tentou um spear, Goldberg contra-atacou em uma spear próprio. Goldberg tentou outro Jackhammer, no entanto, Reigns rebateu na guilhotina em Goldberg, que desmaiou, assim Reigns manteve o título.
Em seguida, a luta Elimination Chamber feminina foi disputada, onde a vencedora ganharia uma luta pelo Campeonato Feminino do Raw na WrestleMania 38. Liv Morgan e Nikki A.S.H. começaram o combate. A terceira participante foi Doudrop seguido por Rhea Ripley. Ripley foi atrás de Nikki, onde ambos escalaram a parede e caíram em cima de Morgan. Ripley executou um Riptide em Nikki para eliminá-la. A quinta participante foi Alexa Bliss. Morgan realizou um Sitout Powerbomb em Doudrop para eliminá-la. A última participante foi Bianca Belair, que ganhou a oportunidade de entrar por último ao vencer uma gauntlet match no episódio anterior do Raw. Belair e Ripley realizaram duplos Suplexes verticais em Morgan e Bliss, respectivamente. Bliss executou Twisted Bliss em Morgan para eliminá-la. Belair executou Kiss of Death em Ripley para eliminá-la. No final, Belair executou um Kiss Of Death on Bliss para vencer a luta e ganhar uma luta pelo Campeonato Feminino do Raw na WrestleMania 38.
Depois disso, Naomi e Ronda Rousey enfrentaram a Campeã Feminina do SmackDown Charlotte Flair e a oficial da WWE Sonya Deville, onde Rousey teve que lutar com um braço amarrado nas costas. No final, Rousey forçou Deville a desistir para vencer a luta.
Na quarta luta, Drew McIntyre enfrentou Madcap Moss (acompanhado de Happy Corbin) em uma luta Falls Count Anywhere. No final, McIntyre executou um Claymore Kick em Moss para vencer a luta.
Na penúltima luta, Becky Lynch defendeu o Campeonato Feminino do Raw contra Lita. Lynch realizou um Man Handle Slam em Lita para manter o título.
Antes do evento principal, The Usos atacaram os Viking Raiders antes da luta pelo Campeonato de Duplas do SmackDown, enviando uma mensagem para os Viking Raiders e a divisão de duplas do SmackDown.

### Evento Principal
No evento principal, Bobby Lashley defendeu o Campeonato da WWE contra AJ Styles, Brock Lesnar, Riddle, Austin Theory e Seth "Freakin" Rollins em uma luta Elimination Chamber. Theory e Rollins começaram a partida. Rollins executou uma Buckle Bomb on Theory na cápsula de Lashley. O impacto incapacitou Lashley, resultando em equipe médica e árbitros removendo Lashley da partida, que mais tarde foi anunciada como sua eliminação. O terceiro participante foi Riddle seguido por AJ Styles. O quinto participante deveria ser Lashley, no entanto, desde que Lashley se foi, Lesnar entrou na luta. Lesnar executou F5s em Rollins, Styles e Riddle, respectivamente, para eliminá-los. Depois que um golpe baixo e DDT de Theory para Lesnar terminaram em uma queda, Lesnar executou um F5 em Theory do topo de uma cápsula. Lesnar então derrotou Theory para ganhar o Campeonato da WWE pela sétima vez, tornando-se o primeiro vencedor do Royal Rumble a ganhar um título mundial antes da WrestleMania, tornando assim sua luta na WrestleMania contra o Campeão Universal Roman Reigns uma luta Winner Takes All.

## Resultados
| Nº                                          | Resultados | Estipulações                                                                             | Tempo |
| ------------------------------------------- | --- | ---------------------------------------------------------------------------------------- | ----- |
| Pré- show                                   | Rey Mysterio (com Dominik Mysterio) derrotou The Miz | Luta individual                                                                          | 8:20  |
| 1                                           | Roman Reigns (c) (com Paul Heyman) derrotou Goldberg por submissão | Luta individual pelo Campeonato Universal da WWE                                         | 5:59  |
| 2                                           | Bianca Belair derrotou Alexa Bliss, Doudrop, Liv Morgan, Nikki A.S.H. e Rhea Ripley                                                                                                   | Luta Elimination Chamber por uma luta pelo Campeonato Feminino do Raw na WrestleMania 38 | 15:41 |
| 3                                           | Naomi e Ronda Rousey derrotaram Charlotte Flair e Sonya Deville por submissão | Luta de duplas (Ronda Rousey lutou com um braço amarrado nas costas)                     | 9:14  |
| 4                                           | Drew McIntyre derrotou Madcap Moss (com Happy Corbin) | Luta Falls Count Anywhere                                                                | 9:00  |
| 5                                           | Becky Lynch (c) derrotou Lita | Luta individual pelo Campeonato Feminino do Raw                                          | 12:14 |
| 6                                           | Brock Lesnar derrotou Bobby Lashley (c), AJ Styles, Austin Theory, Riddle e Seth "Freakin" Rollins (Bobby Lashley sofreu uma lesão dentro da Elimination Chamber e não pode competir) | Luta Elimination Chamber pelo Campeonato da WWE                                          | 14:55 |
| (c) – Refere-se aos campeões antes da luta. | |                                                                                          |       |

### Luta Elimination Chamber feminina
| Ordem de eliminação | Lutadora      | Entrada | Eliminada por | Método  | Tempo |
| ------------------- | ------------- | ------- | ------------- | ------- | ----- |
| 1º                  | Nikki A.S.H.  | 1       | Rhea Ripley   | Pinfall | 6:20  |
| 2º                  | Doudrop       | 3       | Liv Morgan    | Pinfall | 8:50  |
| 3º                  | Liv Morgan    | 2       | Alexa Bliss   | Pinfall | 12:10 |
| 4º                  | Rhea Ripley   | 4       | Bianca Belair | Pinfall | 12:45 |
| 5º                  | Alexa Bliss   | 5       | Bianca Belair | Pinfall | 15:45 |
| Vencedora           | Bianca Belair | 6       |               |         |       |

### Luta Elimination Chamber pelo Campeonato da WWE
| Ordem de eliminação | Lutadora               | Entrada | Eliminada por       | Método              | Tempo               |
| ------------------- | ---------------------- | ------- | ------------------- | ------------------- | ------------------- |
| 1º                  | Bobby Lashley (c)      | 5       | Incapaz de competir | Incapaz de competir | Incapaz de competir |
| 2º                  | Seth "Freakin" Rollins | 2       | Brock Lesnar        | Pinfall             | 9:50                |
| 3º                  | Riddle                 | 3       | Brock Lesnar        | Pinfall             | 10:05               |
| 4º                  | AJ Styles              | 4       | Brock Lesnar        | Pinfall             | 11:00               |
| 5º                  | Austin Theory          | 1       | Brock Lesnar        | Pinfall             | 14:55               |
| Vencedor            | Brock Lesnar           | 6       |                     |                     |                     |